# عقاب الخطيب
عقاب الخطيب (11 مارس 1921 - 13 أكتوبر 2013)، هو ممثل مسرحي وتربوي كويتي يُعد من أوائل مؤسسي الحركة المسرحية في الكويت.

## النشأة والتعليم
بدأ رحلة التعليم في السادسة من عمره حيث تلقى تعليمه الأول في كتاتيب الملا عبد العزيز العنقري والملا عبد العزيز حمادة والملا هاشم البدر. والتحق بالمدرسة المباركية في عام 1936 وأكمل تعليمه حتى السنة الثانية ثانوي وتعلم اللغة الإنكليزية على يد الاستاذ هاشم السيد وارسل في بعثة لدراسة النجارة في الكلية الصناعية في البحرين ضمن أول بعثة رسمية خارج الكويت عن طريق شركة النفط عام 1940.

## في المسرح
يعتبر عقاب الخطيب من مؤسسي الحركة المسرحية في الكويت ومساهماته التمثيلية جعلته من الشخصيات التي يُشار اليها بالبنان في هذا المجال لما له من دور بارز في تكريس فن المسرح في المجتمع الكويتي ولما تركه من بصمات واضحة فيه إلى جانب عدد من الرواد الأوائل أمثال حمد الرجيب وصالح العجيري ومحمد النشمي. وأشهر أدواره المسرحية عندما وقف على الخشبة عام 1938 ليأخذ دور عوف بن مالك في مسرحية اسلام عمر كأول مسرحية يشارك فيها إضافة إلى ممارسته الاشراف على التمثيل في مدرسة المباركية.
مارس مهنة التدريس عامي 1943 - 1944 في المدرسة المباركية وتخصص في تدريس الأطفال من عمر 5 إلى 7 سنوات ثم معلماً لمادة الرياضيات وقبلها كمعلم نجارة في مدرسة المباركية وانتقل مديراً لروضة البنين المستقلة في ديوان سيد خلف النقيب. ويعتبر عقاب الخطيب أول رجل تربوي في الكويت تخصص في مرحلة رياض الأطفال منذ الاربعينات

## الحياة الأسرية
تزوج سنة 1948 ولديه من الأبناء والبنات عبد الله وفضل ومحمد وزيد وطيبة وهند وجميلة، وهو شقيق نائب رئيس المجلس التأسيسي الدكتور أحمد محمد الخطيب.